# Rie Kaneto
Rie Kaneto (金藤 理絵, Kanetō Rie), née le 8 septembre 1988 à Shobara, est une nageuse japonaise.

## Carrière
Rie Kaneto participe à ses premiers Jeux olympiques en 2008 à Pékin où elle atteint la finale du 200 m brasse et termine septième. En 2013, elle obtient son meilleur résultat au niveau planétaire lors des Championnats du monde, en se classant quatrième du 200 m brasse.

## Palmarès

### Jeux olympiques
- Jeux olympiques de 2016 à Rio de Janeiro (Brésil) :
  -  Médaille d'or du 200 m brasse

### Championnats pan-pacifiques
- Gold Coast 2014
  -  Médaille d'argent du 200 m brasse

### Jeux asiatiques
- Incheon 2014
  -  Médaille d'argent du 200 m brasse